# マリチ・マン・シンハ・シュレシュタ
マリチ・マン・シンハ・シュレシュタ（Marich Man Singh Shrestha, 1942年1月1日 - 2013年8月15日）は、パンチャーヤト制時代のネパール王国の保守政治家。首相（在任：1986年6月15日-1990年4月6日）を務める。初めてのネワール族の首相。マリチマン・シンハ・シュレシュタとも。

## 生涯
西ネパールのサリャーン郡生まれ、ネワール語は話せない。一介の高校教師から、ビレンドラ国王の信任を得て首相となる。パンチャーヤト制と王室の熱烈な支持者であった。
1990年、前国王の誕生記念日と憲法記念日にカトマンズ市議が欠席したことを理由に、市議の議員資格停止を行ったが、これを契機に民主化運動が発生した。彼は容赦なく弾圧、一時は押さえ込んだものの再燃した。
結局、シュレシュタは国王から解任され、後任はロケンドラ・バハドゥル・チャンダが収まった。